# Kálnok
Kálnok (románul Calnic) falu Romániában Kovászna megyében, az azonos nevű patak partján. Közigazgatásilag Sepsikőröspatak községhez tartozik.

## Fekvése
Sepsiszentgyörgytől 12 km-re északra, a Baróti-hegység keletre néző lábánál a Kálnok-patak völgyében fekszik. A falun áthalad a SEPSI Zöld Út nevű kerékpárút.

## Nevének eredete
Neve a szláv kalnik (= sáros) melléknévből ered. Nincs kizárva a magyar eredet sem, hiszen a Czuczor Gergely, Debreczeni József A magyar nyelv szótárában az alábbi olvasható: "KÁL elavult törzsök, mely ma csak helynevekben él, és több származékai vannak, mint Káld, Kálló, Kállya, Kálna, Kálnok, Kálos, Kálosa, Kálócz, Káloz, Kálozd."

## Története
1332-ben Kalnuk néven említik először. A Kálnoky család ősi fészke. A falu népességét illetően a szerényebb települések egyike volt és maradt mindvégig. 1567-ben csupán 11 kapuját számlálták össze, s a 17. század elején sem haladta meg a kb. 200-300 lelket a helység lakossága. 1910-ben 663 magyar lakosa volt. A trianoni békeszerződésig Háromszék vármegye Sepsi járásához tartozott. Határában 1940-ben szénbányát nyitottak.
1992-ben 521 lakosából 516 magyar, 3 román és 2 cigány volt.

## Látnivalók
- Református temploma a 15. században épült gótikus stílusban ovális védőfallal. Fa haranglába 1781-ben épült. A kőkerítés külső falán napóra látható.
- A falu délnyugati szélén van az unitárius templom (ép. 1674-ben), mellette az 1781-ben készült fából való harangláb. A templom virágmintás kazettás mennyezete a 17. századból való. A haranglábon egy 1773-ban készült reneszánsz díszítésű harang van. A népi faragás és festés remekei a templom körüli székely kapuk. A templom karzatán Székely Mózes erdélyi fejedelem stilizált címere látható, melyet 1785-ben festették. Az egyetlen székely fejedelem címerének feltüntetése, a legnagyobb Habsburg elnyomatás alatt, bátor tett volt a kálnoki székelyektől.
- Egykoron népi hagyományairól volt híres a falu. Ebből mára már csak a díszítőfaragás maradt élőben. A famegmunkálás remekműve az itt látható két szép harangláb. A helybeliek szerint „összeállításánál vasból való szeget nem használtak”.
- A temetőkertben egy több száz éves tölgy áll és néhány jeles személyiség síremléke.
- Határában a tatárjárás következtében elpusztult templom található. Még láthatók 15. századi sokszög záródású gótikus templom tornyának maradványai. Eredetéről nem alakítottak ki végleges véleményt, Veres barátok temploma néven emlegetik.

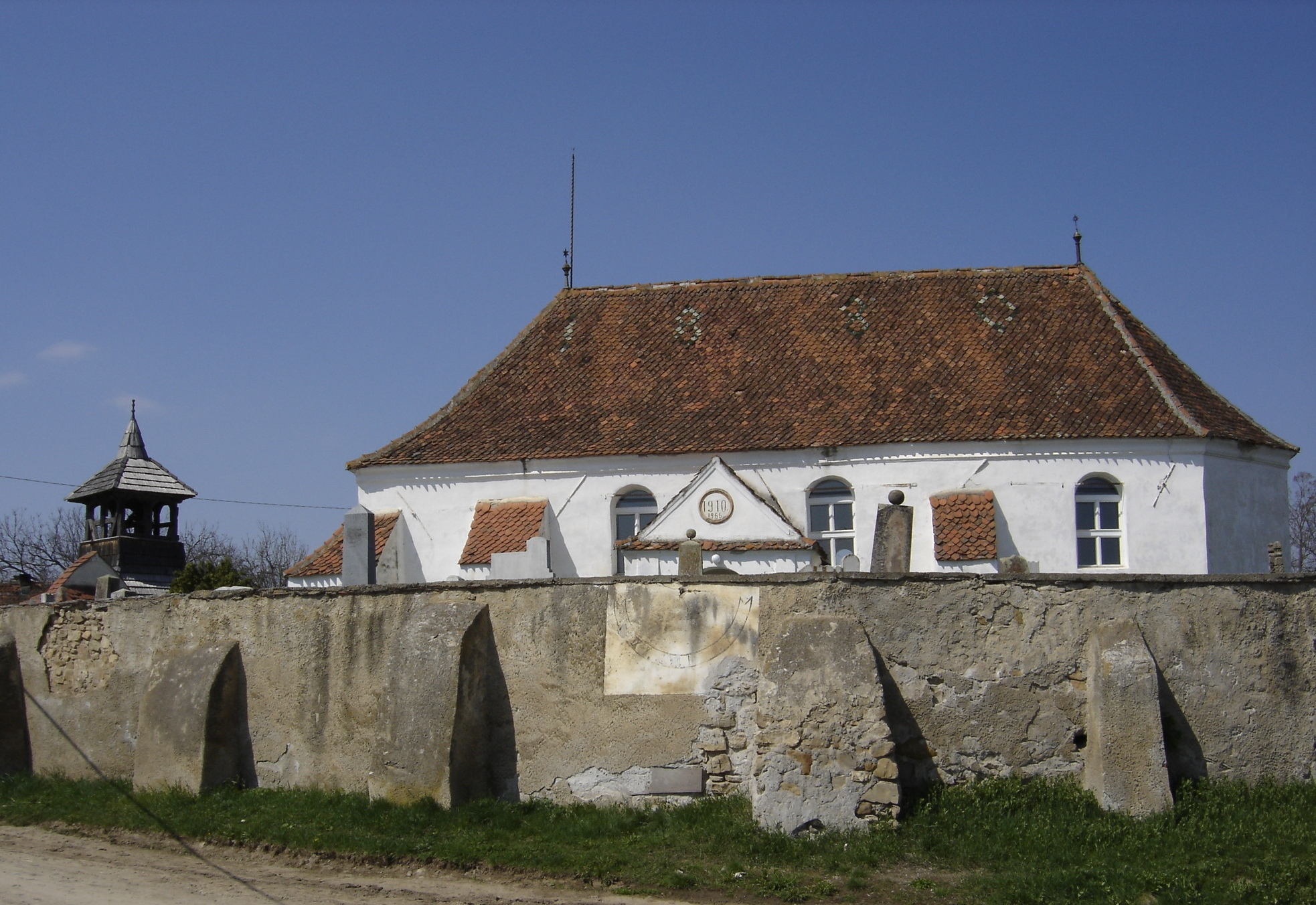
Református templom és harangláb

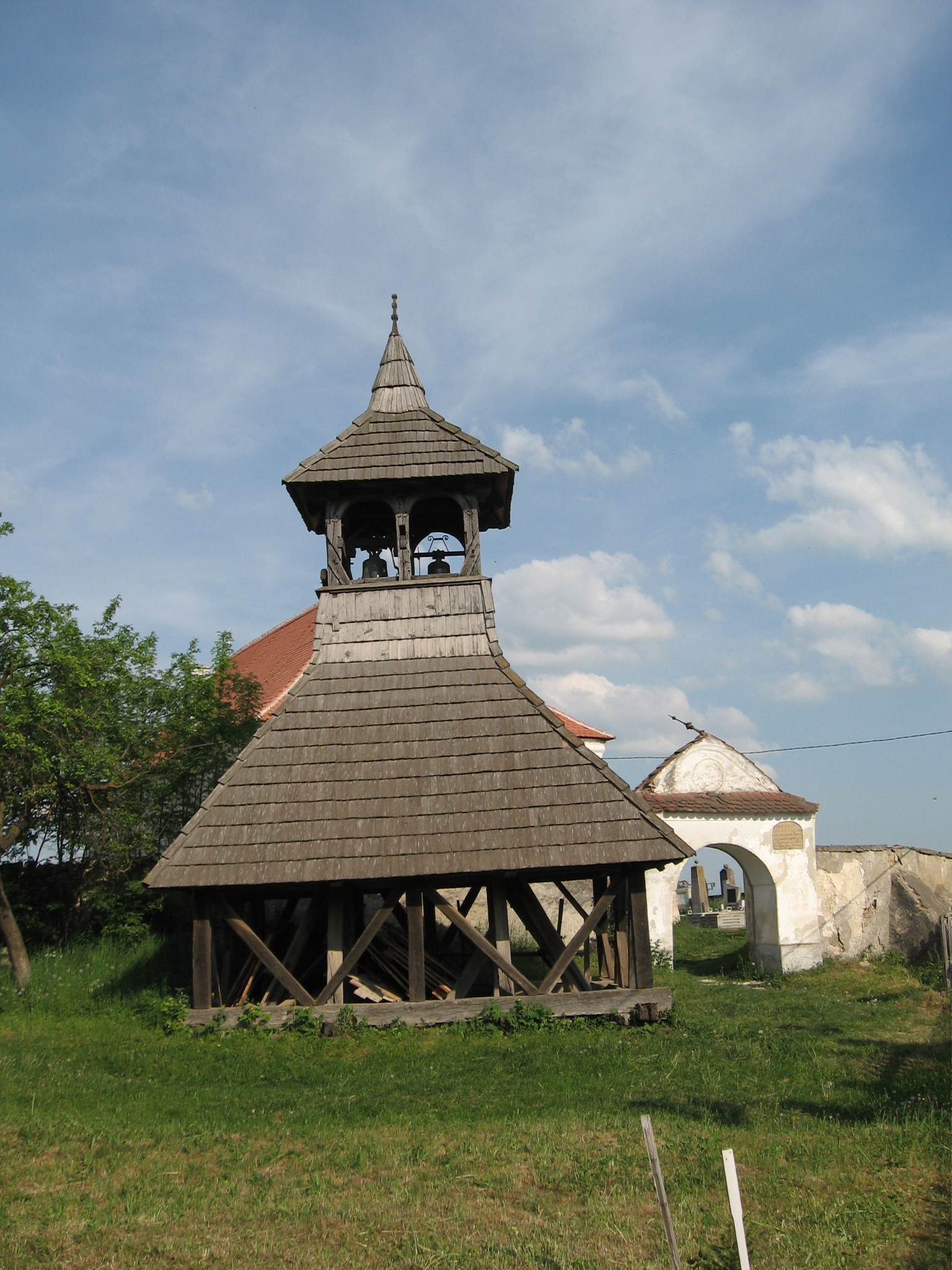
Református templom és harangláb

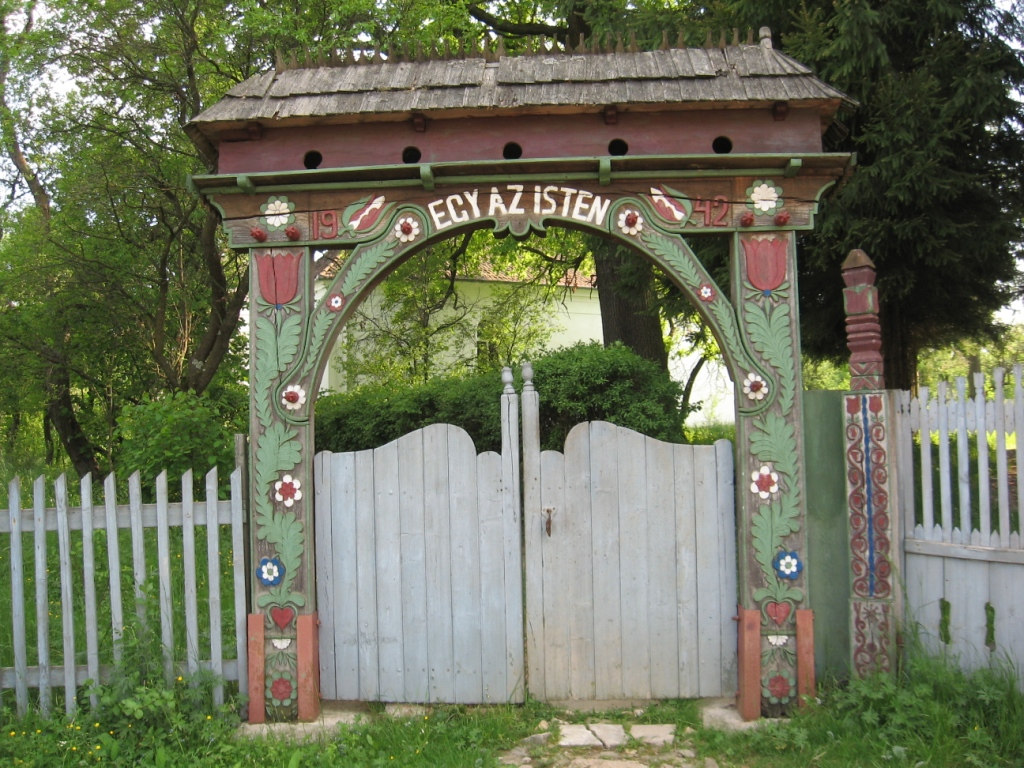
Unitárius templom kapu

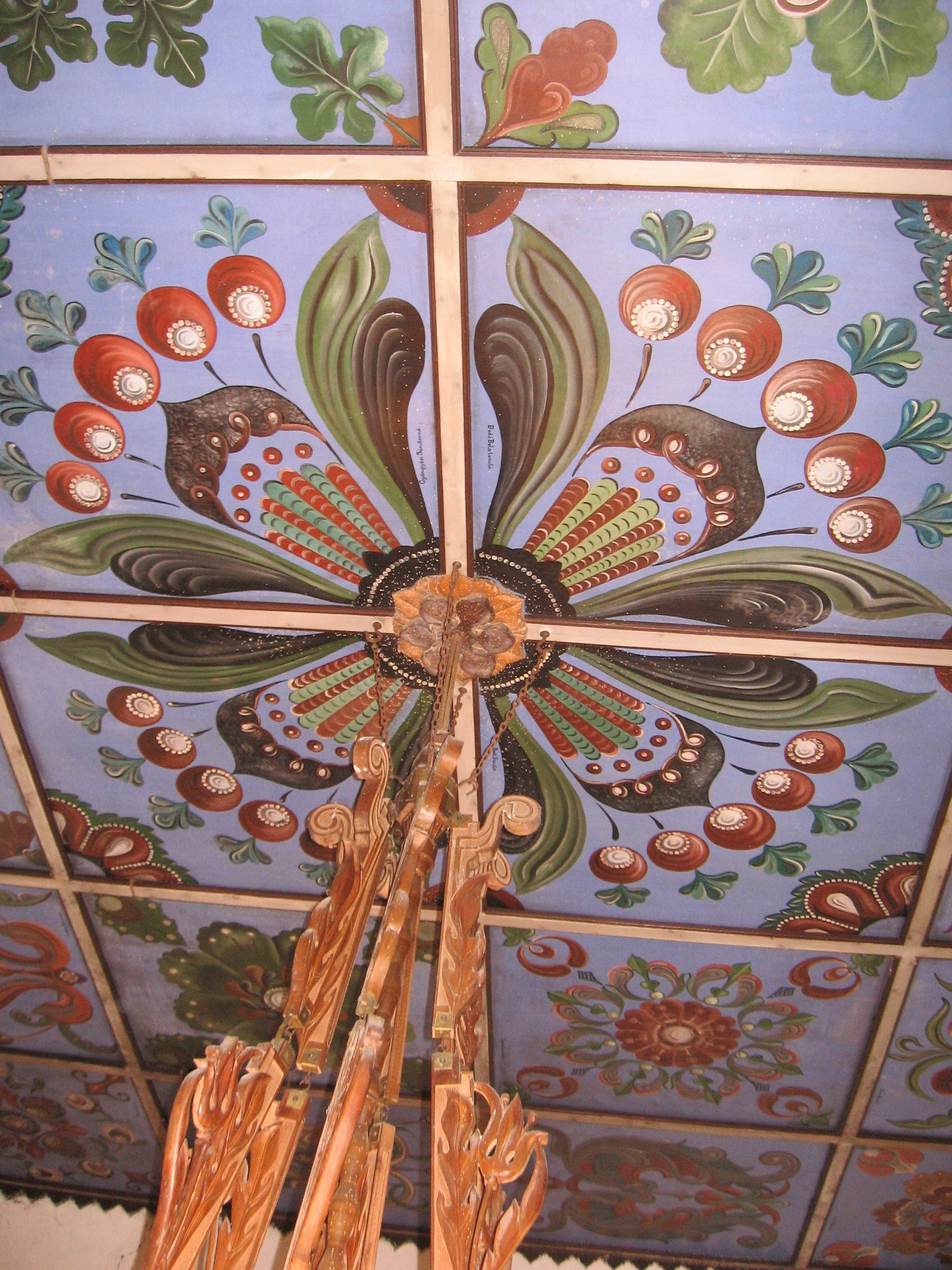
Unitárius templom virágmintás kazettás mennyezete

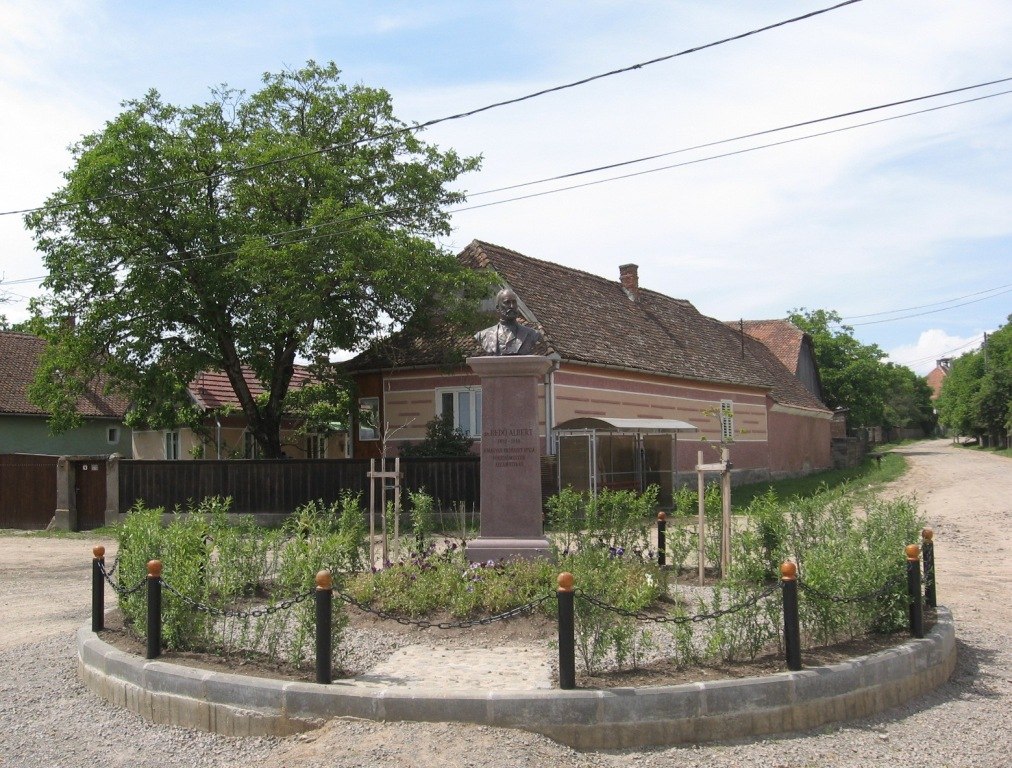
Kálnoki Bedő Albert szobra

### Műemlékek
Kálnok hat tétellel szerepel a romániai műemlékek Listáján (Lista monumentelor istorice), melyek mindenike országos jelentőségű építészeti műemlék:
1. a református templom épületegyüttese, 15-19. század,
2. a református templom épülete, 15. század, átalakítva a 17. században, majd 1854-ben,
3. a református templom fa haranglába, 17-18. század,
4. az unitárius templom épületegyüttese, 18-20. század,
5. az unitárius templom épülete, 17-20. század,
6. az unitárius templom fa haranglábja, 1674, átalakítva a 20. században.

## Híres emberek
- Itt született 1893. április 8-án K. Hamar Ilona, Kovásznai Gáborné magyar regényíró.
- Itt született 1897. október 14-én Hosszú Zoltán (1897–1944) színművész, kit a székely humor mestereként korában Dani bá néven ismertek.
- Itt temették el Bedő Albert erdészt, MTA-tagot.